# Povijest klasične mehanike
Povijest klasične mehanike, kao i drugih grana fizike (Povijest fizike), usko je povezana s razvojem kulture i civilizacije čovječanstva, a sastoji se uglavnom od tri glavna razdoblja: antičke mehanike, srednjovjekovne mehanike i klasične (Newtonove) mehanike, koja obuhvaća i analitičku mehaniku. 

## Antička mehanika
Mnogi povijesni spomenici govore da su se ljudi bavili mehanikom i u dalekoj prošlosti. Piramide drevnog Egipta, viseći vrtovi Babilona, Stonehenge, hramovi i luke stare Grčke, mostovi i vodovodi starog Rima i mnoge druge građevine, dokazuju da su ljudi već u starom vijeku raspolagali s iskustvenim znanjima s područja mehanike. Ljubljanski drveni kotač je najstariji drveni kotač s osovinom na svijetu, a star je oko 5150 godina. Osim toga, drevni ljudi su se dosta bavili nebeskom mehanikom, promatranjem i proučavanjem gibanja nebeskih tijela, pa se može reći da su prvi početci mehanike istodno s početcima ljudske civilizacije i religije. Mehanizam iz Antikitere je složen mehanički uređaj sa zupčanicima i brojčanicima, a služio je za predviđanje položaja planeta, Sunca i Mjeseca i pretpostavlja se da potječe od 150. do 100. pr. Kr.

### Arhimed
Prve temelje mehanike kao znanosti postavili su stari Grci, započevši s objašnjavanjem do tada nakupljenih iskustvenih znanja. Najstarija njezina grana statika kao znanost započinje s Arhimedom (oko 287. – 212. pr. Kr.), koji je prvi objasnio matematički zakon za polugu, a pripisuje mu se Arhimedov vijak (naprava koja se često tijekom povijesti upotrebljavala za premještanje vode u kanale za natapanje) i kolotura (užnica). Arhimed je isto objasnio poučak o sastavljanju i rastavljanju paralelnih sila i pokazao određivanje težišta sustava tereta, te njegovu ravnotežu. Arhimedu pripada isto otkriće i matematički izrazi hidrostatike, kao što je Arhimedov zakon: Tijelo uronjeno u tekućinu lakše je za težinu istisnute tekućine.

### Heron
Heron (oko 10. – 70.), bio je starogrčki matematičar i inženjer, koji je živio u današnjoj Aleksandriji. Izvodio je mnogo pokusa, poučavao je u poznatom Muzeju, u čijem sklopu je bila Aleksandrijska knjižnica. Najpoznatiji rad mu je bio Heronova kugla ili eolipile, koji se smatra prvim parnim strojem u povijesti. Poznati izum mu je i vjetrenjača, kojom je koristio energiju vjetra za sviranje na orguljama. Bavio se matematikom, mehanikom, fizikom i pneumatikom, a njegov automat u koji su se ubacivale kovanice, smatra se prvim radom iz područja kibernetike.

### Ktesibije Aleksandrijski
Ktesibije Aleksandrijski ili Ctesibius (285. pr. Kr. – 222. pr. Kr.) je bio starogrčki izumitelj i matematičar iz Aleksandrije. Napisao je prve rasprave o komprimiranom zraku i njegovoj upotrebi za sisaljke ili pumpe (pa čak i za top). Njega se smatra ocem pneumatike. Ktesibije Aleksandrijski je vjerojatno bio prvi upravitelj Aleksandrijske knjižnice. Malo se zna o njegovom životu, a puno više o njegovim otkrićima. Zna se da je bio vrlo siromašan i da je počeo raditi kao brijač. Za vrijeme dok je radio kao brijač otkrio je, vrlo domišljato, ogledalo koje se lako namještalo s protuutegom. Njegovo poznato otkriće su i hidraulike ili hidraulički instrument, za kojeg se smatra da je prethodnik modernih orgulja. Isto tako je vrlo poznat po svome vodenom satu ili klepsidri, koji je bio u upotrebi sve do 17. stoljeća, kada je nizozemski fizičar Christiaan Huygens otkrio sat s njihalom. Opisao je prve sisaljke ili pumpe, koje su stvarale mlaz vode ili dizale vodu iz bunara. Njemu se pripisuje i otkriće sifona ili savijene U cijevi.

### Klaudije Ptolemej
Klaudije Ptolemej (iza 83. – 161. n.e.), poznat na hrvatskom kao Ptolemej, bio je starogrčki ili staroegipatski matematičar, zemljopisac, astronom, i astrolog. U svojoj knjizi Almegest je zabilježio položaj 1080 zvijezda i podijelio ih u 48 zviježđa. Njegov sustav je pošao od Aristotelovih vjerovanja i održao se 1400 godina.

### Pap Aleksandrijski
Pap Aleksandrijski iz (oko 290. – oko 350.) posljednji je veliki matematičar aleksandrijske škole i uopće antičkog svijeta. Iz njegovih djela saznajemo o za nas izgubljenim dostignućima antičkih matematičara. Smatramo ga pretečom projektivne geometrije. Dokazao je Paposov teorem o kolinearnosti sjecišta suprotnih stranica čistog šesterovrha projektivne ravnine koji se sada uzima kao deveti aksiom projektivne geometrije. On je isto razvio načine određivanja težišta rotacijskih tijela, koje je kasnije usavršio švicarski matematičar Paul Guldin (1577. – 1643.).
Nakon propasti takozvane aleksandrijske škole nastao je dulji zastoj u razvoju mehanike i znanosti uopće.

## Srednjovjekovna mehanika
Srednji vijek je bio razdoblje stvaranja osnova mehanike. S razvojem novih zanata, trgovine, plovidbe i ratnih vještina, i u vezi s tim sakupljenih novih znanja, u 14. i 15. stoljeću (renesansa) dolazi do uzleta znanosti i umjetnosti. 

### Leonardo da Vinci
Kao znanstvenik Leonardo da Vinci (1452. – 1519.) se uzdizao iznad svih svojih suvremenika. Njegove znanstvene teorije, kao i njegove umjetničke inovacije, bile su osnovane na pažljivom promatranju i točnom dokumentiranju. Shvaćao je, bolje nego bilo tko u njegovom ili sljedećem stoljeću, važnost preciznog znanstvenog opažanja. Nažalost, kao što često nije uspijevao ostvariti svoje umjetničke projekte, tako nikada nije dovršio planirane rasprave (monografije) na temu različitih znanstvenih tema. Njegove teorije sadržane su u brojnim bilježnicama, a većina ih je sačuvana u rukopisima. Budući da ju se ne može lako dešifrirati, Leonardova ostavština nije raznesena tijekom njegova života. Kada je u 16. stoljeću objavljena dovela je do revolucije u znanosti. Leonardo je zapravo preduhitrio mnoga meteorološka i geološka otkrića, razumijevao je utjecaj Mjeseca na plimu i oseku, nagovještavao je moderno shvaćanje stvaranja kontinenata, te je pretpostavio podrijetlo fosiliziranih ljuštura. Bio je među prvim osnivačima znanosti o hidraulici i vjerojatno je izumio hidrometar. Njegova skica za gradnju kanala riječnih sustava još i danas ima praktičnu vrijednost. Predstavio je velik broj genijalno osmišljenih strojeva, od kojih su mnogi bili potencijalno upotrebljivi, između njih i ronilačko odijelo. Njegove leteće naprave, iako se nisu mogle koristiti u praksi, utemeljile su zvučne zakone aerodinamike.

### Nikola Kopernik
Događaj koji je korjenito promijenio dotadašnji pogled na svijet i život je bio rad Nikole Kopernika (1473. – 1543.), koji je objavio heliocentrični (Kopernikov) sustav svijeta, koji se zasniva na tvrdnjama da se Zemlja okreće oko svoje osi i da kruži oko Sunca. Ove tvrdnje su uskoro bile prihvaćene u znanstvenim krugovima.

### Johannes Kepler
Na osnovu heliocentričnog sustava svijeta, njemački astronom i matematičar Johannes Kepler (1571. – 1630.) je ustanovio gibanje planeta po elipsama, te time srušio teorije i vjerovanja da se planeti oko Sunca gibaju po kružnicama (Prvi Keplerov zakon). Interesantno je da je Kepler, radeći po netočnoj osnovi, ipak došao do točnog rezultata, tj. da planeti opisuju iste površine u jednakim vremenima (Drugi Keplerov zakon). Kepler je također otkrio najznačajniji odnos između perioda obilaska planeta i njihovih srednjih udaljenosti od Sunca: on kaže da je kvadrat perioda proporcionalan kubovima udaljenosti (Treći Keplerov zakon).

### Galileo Galilei
Novu mehaniku, koja je bitno različita od Aristotelove prirodne filozofije, dao je Galileo Galilei (1564. – 1642.). Njegova mehanika se zasniva na čisto matematičkim izrazima. Galileo je matematički izvodio svoje poučke iz nekih početnih tvrdnji, a zatim ih je potvrđivao i pokusom. Najpoznatiji je njegov poučak za jednoliko ubrzano gibanje (ubrzanje), koji tvrdi da pređeni putevi se odnose kao kvadrati proteklih vremena. Osim toga, Galileo je dobro odredio i gibanje kod kosog izbacivanja tijela (kosi hitac), tvrdeći da je to složeno gibanje. Galilejeva mehanika je bila samo kinematika, on nije htio raspravljati o sili, smatrajući taj pojam nejasnim.

### Christiaan Huygens
Christiaan Huygens (1629. – 1695.) je dalje razvio pojam ubrzanja pravocrtnog i kružnog gibanja čestice (centripetalno ubrzanje) i riješio čitav niz najvažnijih problema dinamike onog vremena: kružno gibanje tijela, titranje (oscilacije) fizikalnog njihala i zakone elastičnog sudara tijela. Polazeći od poučka održanja količine gibanja, Huygens je dao potpunu teoriju sudara elestičnih i neelastičnih kugli. 

## Klasična ili Newtonova mehanika

### Isaac Newton
Glavna zasluga točnog određivanja osnovnih zakona klasične mehanike pripada Isaacu Newtonu (1643. – 1728.), koji je u djelu Matematička načela prirodne filozofije (u to vrijeme se fizika nazivala prirodnom filozofijom) objavljenom 1687., skupio sva dotadašnja znanja na području mehanike i pokazao put daljnjeg razvoja mehanike za nekoliko stoljeća unaprijed. Newton uvodi pojam mase, točnije određuje pojam sile i pomuću svojih tri Newtonovih zakona gibanja izgrađuje čitavu mehaniku. Newton je otkrio i zakon unutrašnjeg trenja (viskoznost) u tekućinama i plinovima. Njegovim djelom započinje i novo doba teorijske mehanika. Na osnovu Keplerovih zaključaka o privlačenju među nebeskim tijelima i drugih nastojanja u 17. stoljeću, objasnio Newtonov zakon gravitacije. Iz njega je matematički izveo Keplerove zakone i to je smatrao dokazom da je pretpostavka izrečena zakonom gravitacije dobro izabrana. Newton je smatrao da taj zakon vrijedi i za mehaniku na Zemlji, pa da je uzrok padanja kamena u toj općoj gravitaciji, a da on vrijedi i u nebeskim prostranstvima. Ipak, Newton nije odredio prirodu tog privlačenja (gravitacije), jer bi to tražilo da se postavljaju pretpostavke koje ne proizlaze iz pokusa, što je on smatrao nedopustivim.

### Robert Hooke
Među ostalim istraživačima teorijske mehanike ističe se i Ruđer Bošković (1711. – 1787.), koji u svojem djelu Philosophiae naturalis (1758.) daje znatne priloge teorijskoj mehanici. U drugoj polovici 17. stoljeća Robert Hooke (1635. – 1703.) je eksperimentalno postavio zakon odnosa naprezanja i deformacije (omjer produljenja šipke ili štapa i njene duljine) u elastičnom tijelu: Hookeov zakon. 

### Leonhard Euler
U razvoju mehanike poslije Newtona, glavna zasluga pripada Leonhardu Euleru (1707. – 1783.), koji je razvio dinamiku čestice primjenom metoda analize beskonačno malih veličina za rješavanje jednadžbi gibanja čestice. Euler je utemeljitelj mehanike krutog (čvrstog) tijela. On je razradio metode kinematičkog opisivanja gibanja krutog tijela pomoću tri Eulerova kuta. U daljem razvoju dinamike i mnogobrojnih njenih tehničkih primjena temeljne su bile Eulorove diferencijalne jednadžbe rotacije krutog tijela oko nepomične točke. Euler je osnivač i hidrodinamike. On je postavio osnovne jednadžbe dinamike idealne tekućine, i osnove teorije broda i teorije stabilnosti elastičnih štapova, a dao je i osnove proračuna vodnih turbina. 

### Daniel Bernoulli
Razvoju hidromehanike pridonio je, usporedno s Eulerom, Daniel Bernoulli (1700. – 1782.), a najpoznatiji doprinos je Bernoullijeva jednadžba. Potkraj 18. stoljeća objavljeni su eksperimentalni zakoni trenja, koje je objasnio Charles-Augustin de Coulomb (1736. – 1806.). Znatno se razvila nebeska mehanika, koju je uglavnom razradio Pierre-Simon Laplace (1749. – 1827.). Mihail Vasiljevič Lomonosov (1711. – 1765.) jedan je od prvih koji je objasnio osnove kinetičke teorije plinova i širenje topline. 

### Joseph-Louis Lagrange
Povijest razvoja dinamike neslobodnog sustava vezana je s razvojem načela virtualnih pomaka, koji je prvi spomenuo Simon Stevin (1548. – 1620.) pri proučavanju ravnoteže kolotura (užnica). Johann Bernoulli (1667. – 1748.) dao je tom načelu opću odrednicu koja je bliska današnjoj, a dokaz tog načela dao je Joseph-Louis Lagrange (1736. – 1813.). Lagrange je najviše doprinio razvoju analitičke mehanike neslobodnog sustava. U djelu Mécanique analytique analitički je razradio d'Alembertovo načelo – opću formulu dinamike. Njegova obrada tog načela potpuno odgovara suvremenom određenju kao uvjetu ravnoteže zadanih sila i u mislima priloženih na točke sustava zamišljenih sila inercije. Predodžba o silama inercije prihvaćena je kasnije kao osnova za praktične inženjerske metode dinamičkih proračuna strojeva i mehanizama (kinetostatika). Polazeći od opće formule dinamike, Lagrange je upozorio na dva osnovna oblika diferencijalnih jednadžbi gibanja neslobodnog sustava, poznatih pod nazivom Lagrangeove jednadžbe prvog i drugog reda. Lagrangeova istraživanja pod općim nazivom O malim oscilacijama proizvoljnog sustava tijela temelji su suvremene teorije vibracija.

### Jean-Victor Poncelet
Sredinom 19. stoljeća utvrđen je zakon očuvanja energije. Nagli razvoj na području gradnje novih strojeva i težnja za njihovim daljnjim usavršavanjem, potaknuli su na početku 19. stoljeća stvaranje primijenjene ili tehničke mehanike. Jean-Victor Poncelet (1788. – 1867.) jedan je od utemeljitelja sistematske tehničke mehanike. U prvim radovima iz tog područja određen je pojam mehaničkog rada sile. U to vrijeme počinje razvoj novih općih načela dinamike, varijacijskih načela. Prvo takvo načelo je bilo načelo najmanjeg djelovanja. Strogo matematičko određenje tog načela dao je Euler. Kasnije su u poopćenju tog načela sudjelovali Lagrange, Carl Gustav Jacobi (1804. – 1851.) i Nikolaj Jegorovič Žukovski (1847. – 1921.). Među općenitijim varijacijskim načelima treba istaći načela Williama Rowana Hamiltona (1805. – 1865.) i Mihaila Vasileviča Ostrogradskog (1801. – 1862.). Najvažniji su u razvoju općih metoda integriranja diferencijalnih jednadžbi gibanja bili radovi M. V. Ostrogradskog, W. R. Hamiltona i C. G. J. Jacobija. Među najvažnijim problemima mehanike 19. stoljeća su bili: gibanje teškog krutog tijela, opća teorija stabilnosti ravnoteže i gibanja, te problem oscilacija čestice.

### Claude-Louis Navier
Teorija gibanja žiroskopa bila je razrađena u radovima L. Eulera, J. Lagrangea i ostalih, a postala je vrlo važna u 20. stoljeću. Znatno su doprinijeli rješavanju problema stabilnosti ravnoteže i gibanja materijalnih sustava J. Lagrange, Edward Routh (1831. – 1907.) i N. J.  Žukovski. Stroga postavka tog problema i prikaz najopćenitijih metoda za njegovo rješavanje pripada Aleksandru Mihailoviču Ljapunovu (1857. – 1918.). Daljnji razvoj teorije malih oscilacija u 19. stoljeću bio je uglavnom vezan s proračunom utjecaja otpora u slučaju prigušenih oscilacija i vanjskih poremećajnih sila što pobuđuju prisilne oscilacije. Teorija prisilnih oscilacija i učenje o rezonanciji pojavili su se radi upravljanjem radom strojeva. U 19. stoljeću uslijedio je daljnji razvoj mehanike kontinuuma. Opće jednadžbe teorije elastičnosti postavio je Claude-Louis Navier (1785. – 1836.), a dalje ih razvio Augustin Louis Cauchy (1789. – 1857.). Navier i Stokes razrađuju poznate Navier-Stokesove jednadžbe dinamike fluida koje su ekvivalent II. Newtonovm zakona postavljenom za infinitezimalni dio fluida. Veoma su važni radovi na tom području koje je obavio Adhémar Jean Claude Barré de Saint-Venant (1797. – 1886.) i Gabriel Lamé (1795. – 1870.).

### George Gabriel Stokes
Hermann von Helmholtz (1821. – 1894.) je postavio učenje o vrtlozima u tekućini, dok su C. Navier i George Gabriel Stokes (1819. – 1903.) postavili osnove dinamike viskozne tekućine, a Sergej Aleksejevič Čapljigin (1869. – 1942.) je postavio osnove dinamike plinova. Hidrodinamičku teoriju trenja postavio je N. P. Petrov. 

### Konstantin Ciolkovski
Potkraj 19. stoljeća pojavio se poseban problem – gibanje tijela promjenjive mase, a početak rješavanja je vezan uz I. V. Meščerskog. Začetnikom razvoja teorije reaktivnog gibanja se smatra Konstantin Ciolkovski (1857. – 1935.). 

### Albert Einstein
Bitna nadogradnja Newtonove klasične mehanike počinje početkom 20. stoljeća, i to u dva smjera: specijalna teorija relativnosti Alberta Einsteina (1905.) i Planckovim otkrićem elementarnog kvanta energije (1900.). Jedna je od bitnih posljedica teorije relativnosti, za razliku od klasične mehanike, da masa nije konstanta, već je funkcija brzine kojom se tijelo giba i da postoji jednakost između mase i energije, E = mo x c2, ili da su masa (m) i energija (E) samo dva oblika kojima se prikazuje materija. 

## Povijest dinamike i kinematike
Povijest dinamike i kinematike započinje zapravo s renesansom koja je imala glavnu zaslugu. O dinamici je stari svijet imao nepotpuno i djelomično posve pogrešne predstave. Tako oštri mislioci kao antički Grci u matematici i filozofiji nisu razvili ni najosnovnije dinamičke pojmove. Tek ponegdje nailazimo na tragove dinamičkih načela, no sveukupna slika o gibanju tijela je mutna i mistična. Nedovoljno iskustvo navelo je Grke na mišljenje da gibanje nekog tijela traje samo tako dugo dok na tijelo djeluje sila. Kada prestaje djelovanje takve sile, tada prestaje i gibanje tijela. Budući da se sve u svemiru neprestani kreće, morao bi biti netko tko čitav taj svijet stalno pokreće. I o padanju tijela nailazimo u Aristotelovoj fizici na sasvim pogrešne stavke. Na spekulativan način dokazuje Aristotel, da teža tijela padaju brže, a lakša polaganije. Poput ostalih idealističkih filozofa on se malo brine za iskustvo. 
Dok se o prirodi samo spekuliralo, bilo je Aristotelovo mišljenje dobro kao i svako drugo, međutim s razvojem eksperimentalnih metoda (pokusi) na početku novog vijeka ubrzo su se pokazala neodrživim stara dinamička shvaćanja. Neumornim skupljanjem iskustva i stvaranjem eksperimentalne metodike, koja ostvaruje što jednostavnije fizikalne odnose, dinamika je napredovala korak po korak. Jedan od prvih je L. da Vinci koji je djelomično spoznao zakone gibanja na kosini. Nastavljajući takva ispitivanja, došao je G. Galilei do zakona slobodnog pada i gibanja po kosini. Galilei je vrlo točno odredio osnovne pojmove mehanike, kao brzinu, ubrzanje, jednoliko pravocrtno gibanje i jednoliko ubrzano gibanje. Čitava dalja izgradnja dinamike temelji se na njegovu radu. Galilei je spoznao slobodni pad kao osobiti slučaj jednolikog ubrzanog gibanja, i on je iz definicije jednoliko ubrzanog gibanja izveo zakone slobodnog pada. Svestrani pokusi su pokazali da u zrakopraznom prostoru sva tijela padaju jednako brzo. Pored zakona slobodnog pada, Galilei je postavio i zakone gibanja na kosini. Granični slučaj gibanja na kosini je gibanje na vodoravnoj ravnini, gibanje jednoliko po pravcu. 
Pomnim ispitivanjima Galilei je utvrdio da se na vodoravnim glatkim ravninama kreću tijela to dalje što je trenje manje. Poopćivši takva iskustva, Galilei je postavio temeljni zakon da se sva tijela izvan djelovanja sila kreću konstantnom brzinom po pravcu ili miruju. Pojam tromosti ili inercije bio je s razvojem ratne tehnike, pušaka i topova pripravljen; njegovo opće određivanje bilo je samo pitanje vremena.